# Shadow of a Doubt (Freddie Gibbs)
Shadow of a Doubt è il secondo album del rapper statunitense Freddie Gibbs, pubblicato nel 2015. Accolto positivamente dai critici, ha un buon risultato commerciale, diventando il primo sforzo solista di Gibbs a entrare nella Billboard 200 spingendosi fino alla top ten tra gli album rap.
Su Metacritic ottiene un punteggio di 78/100, basato su 12 recensioni.

## Tracce
1. Rearview – 3:57 – Blair Norf, Speakerbomb (co-prod.)
2. Narcos – 3:07 – Blair Norf, Speakerbomb (co-prod.)
3. Careless – 3:46 – Pops, Superville, Speakerbomb (co-prod.)
4. Fuckin' Up the Count – 3:21 – Boi-1da, Frank Dukes, Speakerbomb (co-prod.)
5. Extradite (featuring Black Thought) – 4:39 – Mikhail, Speakerbomb (co-prod.)
6. McDuck (featuring Dana Williams) – 3:28 – Speakerbomb
7. Mexico (featuring Tory Lanez) – 4:12 – Murda Beatz, Speakerbomb (co-prod.)
8. Packages (featuring ManMan Savage) – 3:48 – Tarentino, Speakerbomb (co-prod.)
9. 10 Times (featuring Gucci Mane & E-40) – 3:30 – Speakerbomb
10. Lately – 3:55 – Superville, Akeel, Superdriiv, Speakerbomb (co-prod.)
11. Basketball Wives – 4:09 – Bentley Haze, Speakerbomb (co-prod.)
12. Forever and a Day – 4:36 – J Reid, Speakerbomb (co-prod.)
13. Insecurities – 4:26 – Kaytranada, Frank Dukes, Speakerbomb (co-prod.)
14. Freddie Gordy – 3:51 – Blair Norf, Speakerbomb (co-prod.)
15. Cold Ass Nigga – 3:53 – Mike Dean

Tracce bonus nell'edizione digitale
1. My Boy – 4:30 – Sledgren, Speakerbomb (co-prod.)
2. 10 Chicken – 2:38 – Pops, Mikhail, Speakerbomb (co-prod.)

Tracce bonus nell'edizione in vinile - incluso Pronto EP
1. My Boy – 4:30 – Sledgren, Speakerbomb (co-prod.)
2. 10 Chickens – 2:38 – Pops, Mikhail, Speakerbomb (co-prod.)
3. Pronto – 3:38 – Pops, Mikhail
4. White Range – 3:58 – Blair Norf
5. Diamonds (featuring Dana Williams) – 4:15 – Pops

## Classifiche settimanali
| Classifica (2015)         | Posizione massima |
| ------------------------- | ----------------- |
| Stati Uniti               | 76                |
| US Independent Albums     | 4                 |
| US Top R&B/Hip-Hop Albums | 11                |
| US Top Rap Albums         | 8                 |